# Monadnock Building
The Monadnock Building (historiskt namn: Monadnock Block), är en amerikansk skyskrapa på 53 West Jackson Boulevard i Chicago, Illinois. Den norra delen av byggnaden designades av Burnham & Root och byggdes i tegel 1891 och när den södra delen byggdes två år senare hade byggnadstekniken utvecklats. Den andra delen av byggnaden, som  ritades av Holabird & Roche, är en stålbyggnad med fasad i tegel.
Byggnaden registrerades i National Register of Historic Places 1970 och utnämndes till National Historic Landmark som en del av South Dearborn Street – Printing House Row North Historic District 1976.

## En stadsdel med flera kända skyskrapor
Monadnock ingår i the Printing House Row District, tillsammans med bland annat the Manhattan Building, Old Colony Building och Fisher Building, som är några av Chicagos äldsta skyskrapor.

## Källhänvisningar
1. ↑  ”Monadnock Building” (på engelska). https://www.architecture.org/learn/resources/buildings-of-chicago/building/monadnock-building/. Läst 27 juni 2022.